# النظرة الإسلامية للمعجزات

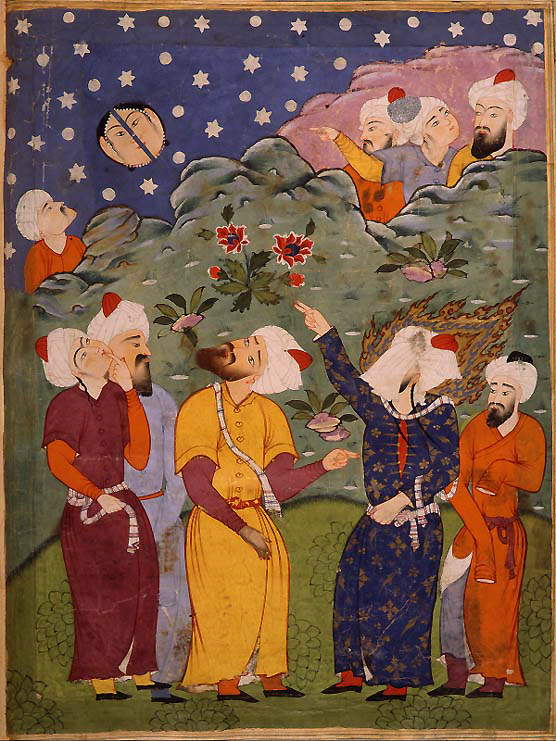
لوحة بريشة مجهول من القرن السادس عشر يظهر فيها محمد وهو يشير إلى انشقاق القمر، ووجهه مغطى.

يستخدم الإسلام عددًا من المصطلحات للإشارة إلى ادعاءات وقوع أحداث غير قابلة للتفسير بقوانين طبيعية أو علمية، وهي مواضيع يلجأ فيها الناس أحيانًا إلى القوى الخارقة للطبيعة. في القرآن يشير مصطلح آية إلى العلامات في سياق معجزات خلق الله والأنبياء والرسل (مثل إبراهيم وعيسى). في المصادر الإسلامية اللاحقة، أشير إلى معجزات الأنبياء بالمعجزة، والتي تعني حرفيًا الشيء الذي يربك به النبي ويغلب به خصومه، بينما يشار إلى معجزات الأولياء بالكرامات (الهبات أو النعم).
يشير إعجاز القرآن إلى الادعاء القرآني بأنه لا يمكن لأحد أن يأمل في تقليد كماله (القرآن)، حيث تعتبر هذه الصفة المعجزة الأساسية للقرآن ودليلًا على نبوة محمد. في العقود الأخيرة، أصبح مصطلح الإعجاز يشير أيضًا إلى الاعتقاد بأن القرآن يحتوي على معجزات علمية، أي نبوءات الاكتشافات العلمية. كان خرق العدد - كسر في النظام المعتاد لله للأشياء - مصطلحًا يستخدم في المناقشات اللاهوتية أو الفلسفية للإشارة إلى الأحداث المعجزة. الكرامات - الهبات أو النعم - كانت تستخدم عادة للعروض المعجزية للقديسين الصوفيين الذين غالبًا ما يستخدمون لتحويل الكفار إلى الإسلام (يعتبر عملًا من أعمال الكرم الإلهي بدلًا من القوة الإلهية المستخدمة في معجزات الأنبياء).

## التعريف
يمكن العثور على تعريف منهجي للمعجزات التي قام بها الرسل في عمل العالم المسلم الحججي مواقف، كما يقول المؤرخ أ.ج. وينسينك. الغرض الرئيسي من المعجزة هو إثبات صدق الرسول ويجب أن تلبي الشروط التالية:
1. يجب أن يقوم بها الله
2. يجب أن تكون على عكس مجرى الأمور المعتاد
3. يجب أن يكون من المستحيل مناقضتها
4. يجب أن تحدث على يد من يدعي أنه رسول
5. يجب أن تكون متوافقة مع إعلانه عنها، ولا يجب أن تكون المعجزة نفسها إنكارًا لادعائه
6. يجب أن تتبع ادعائه[5]

## علم الكلام
الإيمان بما هو منقول بالتواتر واجب على المسلمين السنة. إن رفض ما هو متواتر سبب للخروج من الإسلام وفقًا لإجماع علماء السنة. القرآن منقول بالتواتر وبالتالي يجب الإيمان بكل آية، بما في ذلك كل إشارة إلى معجزة أي نبي. بالإضافة إلى ذلك، هناك العديد من الأحاديث التي تنقل معجزات النبي الإسلامي محمد والتي يتم نقلها أيضًا بالتواتر. يجب أيضًا الإيمان بهذه الأحاديث والمعجزات بشكل كامل ليكون المرء مسلمًا. ومع ذلك، فإن إنكار رواية الآحاد أو الرواية الانفرادية هو فسق فقط وليس كفرًا.
تنقسم المعجزات إلى كرامات ومعجزات؛ فالكرامات يمنحها الله للقديسين، والمعجزات يمنحها الله للأنبياء حصريًا. وفي العقيدة الطحاوية المتفق عليها قولان: لا نفضل أحدًا من أولياء هذه الأمة على أحد من الأنبياء عليهم السلام، ونقول: نبي واحد أفضل من جميع الأولياء مجتمعين، ونؤمن بما جاء من كراماتهم، وما صح في رواياتهم عن الثقات.
ويذكر التفتازاني في شرح العقائد النسفية المعجزات التالية التي قام بها الأولياء والأنبياء:
- مخالفة العادة، مثل قطع مسافة كبيرة في وقت قصير.
- ظهور الطعام والشراب والملابس وقت الحاجة، كما فعل زكريا
- المشي على الماء، وهو ما يتعلق بالعديد من القديسين
- المشي في الهواء، وهو ما يتعلق بجعفر بن أبي طالب
- الأشياء الصلبة غير الحية والحيوانات التي تتكلم
- الدفاع عن الكارثة الوشيكة والحماية من الأعداء

## الإسلام والقانون الطبيعي
من أجل الدفاع عن إمكانية المعجزات وقدرة الله المطلقة ضد تعدي الأسباب الثانوية المستقلة، رفض علماء الدين المسلمين في العصور الوسطى فكرة السبب والنتيجة في جوهرها، لكنهم قبلوها كشيء يسهل على البشر التحقيق وفهم العمليات الطبيعية. لقد زعموا أن الطبيعة تتكون من ذرات موحدة أعاد الله خلقها في كل لحظة. وبالتالي إذا سقطت التربة، فيجب على الله أن يخلق ويعيد خلق حادثة الثقل طالما سقطت التربة. بالنسبة لعلماء الدين المسلمين، كانت قوانين الطبيعة مجرد تسلسل مألوف للأسباب الظاهرة: خصائص الله.

## القرآن
وفقًا لدينيس جريل، يعلمنا الإسلام أن المعجزات - أي التدخلات الخارقة للطبيعة في حياة البشر - موجودة في القرآن بمعنى ثلاثي: في التاريخ المقدس، وفيما يتعلق بمحمد نفسه وفيما يتعلق بالوحي. وعلى النقيض من ذلك، كتب علي دشتي (ت. 1982) أن هناك الكثير من الجدل حول مسألة ما إذا كان القرآن معجزًا فيما يتعلق ببلاغته أو بموضوعه، أو كليهما. بشكل عام، يعتبره علماء المسلمين معجزًا في كلا الجانبين.
في القرآن، يستخدم مصطلح آية للإشارة إلى المعجزات - الظواهر الكونية على سبيل المثال هي آيات تكوينية - وخاصة معجزات الخلق. ولكنه يستخدم أيضًا ليعني الدليل، العلامة، الآية القرآنية، (الالتزامات الدينية هي آيات تكليفية). في الإسلام بشكل عام، غالبًا ما تستخدم كلمة آية للإشارة إلى آية قرآنية متوسطة، ولكن هناك تداخل في المعنى: يعتقد أن الآيات هي الكلام الإلهي باللغة البشرية الذي قدمه محمد كمعجزته الرئيسية، والمعجزات هي علامة (آية) من الله ونبوة محمد.
تتضمن آيات القرآن التي تنص على أن القرآن نفسه معجزة - أي أنه مذهل لدرجة أنه لا يمكن أن يكون حدثًا طبيعيًا - ما يلي:
- سورة هود الآية 13: "أَمۡ يَقُولُونَ ٱفۡتَرَىٰهُۖ قُلۡ فَأۡتُواْ بِعَشۡرِ سُوَرٖ مِّثۡلِهِۦ مُفۡتَرَيَٰتٖ وَٱدۡعُواْ مَنِ ٱسۡتَطَعۡتُم مِّن دُونِ ٱللَّهِ إِن كُنتُمۡ صَٰدِقِينَ". نُزِّلَت ردًا على اتهام المشركين بأن وحي محمد كان من تأليف محمد أو جاء من رجال آخرين.
- سورة الإسراء الآية 88: "قُل لَّئِنِ اجْتَمَعَتِ الْإِنسُ وَالْجِنُّ عَلَىٰ أَن يَأْتُوا بِمِثْلِ هَٰذَا الْقُرْآنِ لَا يَأْتُونَ بِمِثْلِهِ وَلَوْ كَانَ بَعْضُهُمْ لِبَعْضٍ ظَهِيرًا".